# Zhang Yi (giocatore di calcio a 5)
Zhang Yi (张毅S, Zhāng YìP; 4 gennaio 1973) è un ex calciatore ed ex giocatore di calcio a 5 cinese.

## Carriera
Zhang ha disputato il FIFA Futsal World Championship 1996 in cui la nazionale cinese di calcio a 5 è stata eliminata nel girone del primo turno comprendente Paesi Bassi, Russia e Argentina.